# Нетцлер, Бьянка (велогонщица)
Бьянка-Джейн Нетцлер (англ. Bianca Jane Netzler, род. 14 июля 1974 или 14 июля 1975, Новая Зеландия) — новозеландская, позднее самоанская шоссейная велогонщица.

## Карьера
Нетцлер родилась в Новой Зеландии в семье самоанцев. В начале своей велосипедной карьеры она представляла Новую Зеландию в составе которой приняла участие в 1993 году на чемпионате мира среди юниоров в Перте, а спустя два года в первом чемпионате Океании в Таунсвилле. Несколько раз участвовала в чемпионате Новой Зеландии
Позднее она сменила спортивное гражданство, став представлять Самоа. Первым соревнованием за новую страну стали 
Игры Содружества 1998 года в Куала-Лумпур (Малайзия) где она приняла участие в групповой гонке — финишировала 21-й, уступив чуть более восьми минут победительнице.
На следующий, 1999, год выступила на Чемпионат мира "В" в Монтевидео (Уругвай), где стартовала в двух дисциплинах. Сначала в индивидуальной гонке завоевала серебряную медаль, а спустя три дня в групповой гонке стала седьмой, уступив в обоих случаях кубинке Даниэле Перез Серрано
В 2000 году была включена в состав сборной Самоа для участия в летних Олимпийских играх в Сиднее, где выступила в одной дисциплине по велоспорту — групповой гонке, но не финишировала в ней.
Также принимала участие в сезонных соревнованиях для клубных команд. В частности стартовала на Туре Тюрингии и входивших в Женский мировой шоссейный кубок UCI — Туре Нюрнберга, Либерти Классик и Трофи Интернешнл.

## Достижения
1994
6-я Чемпионат Новой Зеландии — групповая гонка
GP Krasna Lipa
9-я в генеральной классификации
3-я на этапе 3
17-я Тур Тюрингии
1995
3-я TWL Classic
1997
8-я Чемпионат Новой Зеландии — групповая гонка
5-я Чемпионат Новой Зеландии — индивидуальная гонка
10-я Тура Нюрнберга
1998
76-я на Трофи Интернешнл
1999
 Чемпионат мира "В" — индивидуальная гонка
7-я Чемпионат мира "В" — групповая гонка
95-я Women's Challenge
2000
87-я Либерти Классик